# Nigel Donnelly
Nigel Donnelly (* 7. Juli 1968 in Christchurch) ist ein ehemaliger neuseeländischer Radrennfahrer.

## Sportliche Laufbahn
Donnelly war Bahnradsportler. Er war Teilnehmer der Olympischen Sommerspiele 1988 in Seoul. In der Mannschaftsverfolgung schied Neuseeland mit Craig Connell, Nigel Donnelly, Andrew Whitford und Stuart Williams in der Qualifikation aus.
Er war auch Teilnehmer der Olympischen Sommerspiele 1992 in Barcelona. Im Punktefahren kam er beim Sieg von Giovanni Lombardi auf den vierten Platz. In der Mannschaftsverfolgung wurde Neuseeland mit Gary Anderson, Nigel Donnelly, Carlos Marryatt, Stuart Williams und Glenn McLeay auf dem 7. Rang klassiert.
Bei den Commonwealth Games 1990 gewann er die Goldmedaille in der Mannschaftsverfolgung.